# Codex Sinaiticus
Il Codice Sinaitico o Codex Sinaiticus (Londra, Brit. Libr., Add. 43725; Gregory-Aland no. א o 01) è un manoscritto in greco onciale (cioè maiuscolo) datato tra il 330 e il 350. Originariamente conteneva l'intero Antico Testamento nella versione greca dei Settanta, l'intero Nuovo Testamento, e altri scritti apocrifi, ovvero la Lettera di Barnaba e il Pastore di Erma. L'onciale è un'antica scrittura maiuscola usata dal III all'VIII secolo nei manoscritti dagli amanuensi latini e bizantini; in onciale sono scritti anche altri due codici biblici tra i più antichi: il Codex Vaticanus (IV secolo) ed il Codex Alexandrinus (V secolo).

## Descrizione
Nella sua forma attuale, il codice conta 346½ fogli di pergamena, scritti su quattro colonne; di questi, 199 appartengono all'Antico Testamento, 147½ al Nuovo Testamento più la Lettera di Barnaba e il Pastore di Erma, due antichi scritti cristiani, presenti però in forma mutila.
Circa l'Antico Testamento, il manoscritto ha subito varie mutilazioni, specialmente nei libri da Genesi ad Esdra. Ciò che rimane è costituito da frammenti di Genesi 23-24; Numeri 5-7; 1 Cronache 9, 27-19,17; Esdra 9,9-10,44; Lamentazioni 1,1-2,20. Integri sono invece i libri di Neemia, Ester, Gioele, Abdia, Giona, Naum, Abacuc, Sofonia, Aggeo, Zaccaria, Malachia, Isaia, Geremia. Il manoscritto contiene anche i testi deuterocanonici di Tobia, Giuditta, 1 Maccabei e l'apocrifo 4 Maccabei (mentre il codice non ha mai contenuto 2 e 3 Maccabei).
L'ordine dei libri del Nuovo Testamento è vangeli, lettere paoline, Atti, lettere cattoliche, Apocalisse.
Il testo del Codice Sinaitico in generale assomiglia molto a quello del Codex Vaticanus. Nell'AT il testo del Sinaitico è più simile a quello del Codex Alexandrinus.

## Storia
Le origini del Codex Sinaiticus sono poco conosciute. Si è ipotizzato che sia stato scritto in Egitto. Qualcuno lo ha associato alle 50 copie della Bibbia commissionate dall'imperatore romano Costantino I a Eusebio di Cesarea dopo la sua (possibile) conversione al cristianesimo.
Uno studio paleografico compiuto sul testo nel 1938 al British Museum ha mostrato che il testo è stato oggetto di molte correzioni. Le prime risalgono a un periodo immediatamente successivo alla sua stesura, nel IV secolo. Altre correzioni risalgono al VI-VII secolo, realizzate probabilmente a Cesarea, in Palestina. Secondo una nota presente alla fine dei libri di Esdra ed Ester, tali alterazioni sono state fatte sulla base di un altro antico manoscritto il quale fu corretto dalla mano del santo martire Panfilo (martirizzato nel 309).

## Ritrovamento
Il Codex Sinaiticus fu ritrovato da Konstantin von Tischendorf presso il Monastero di Santa Caterina sul Monte Sinai, in Egitto, tra il 1844 e il 1859.
Durante il primo viaggio presso il monastero, nel 1844, trovò in un cesto 43 fogli di pergamena contenenti testi di Geremia, Neemia, 1 Cronache ed Ester. Un monaco gli disse che "erano rifiuti che dovevano essere distrutti bruciandoli nel forno del monastero". I monaci, diffidenti, pure conoscendo l'esistenza di altre pagine del Codice, si rifiutarono di fargliele esaminare. Tischendorf ottenne però in dono i fogli ritrovati che pubblicò in fac-simile nel 1846. Nel 1853 una seconda spedizione si rivelò infruttuosa, tranne che per il ritrovamento di due frammenti del Libro della Genesi.
Nel 1859 Tischendorf effettuò una terza visita al convento grazie all'aiuto dello Zar Alessandro II di Russia, dal quale dipendevano allora tutti i monasteri greco-ortodossi. Un monaco mostrò allo studioso un manoscritto che aveva trovato casualmente nella sua cella, nascosto tra vari oggetti. Si trattava di un'altra parte del Codice, contenente gran parte dell'AT e tutto il NT con l'Epistola di Barnaba e parte del Pastore d'Erma. Tischendorf, che non era riuscito a convincere i monaci a lasciargli il manoscritto, iniziò a trascriverlo nel Monastero stesso. Successivamente riuscì a farselo inviare al Cairo in un altro monastero greco-ortodosso per continuare a copiare il testo. Infine Tischendorf riuscì a fare "regalare" il manoscritto allo Zar, dietro a un compenso di 9 000 rubli. Nonostante questo pagamento, il Codice è attualmente considerato dal monastero come rubato, un punto di vista contestato da molti studiosi in Europa.

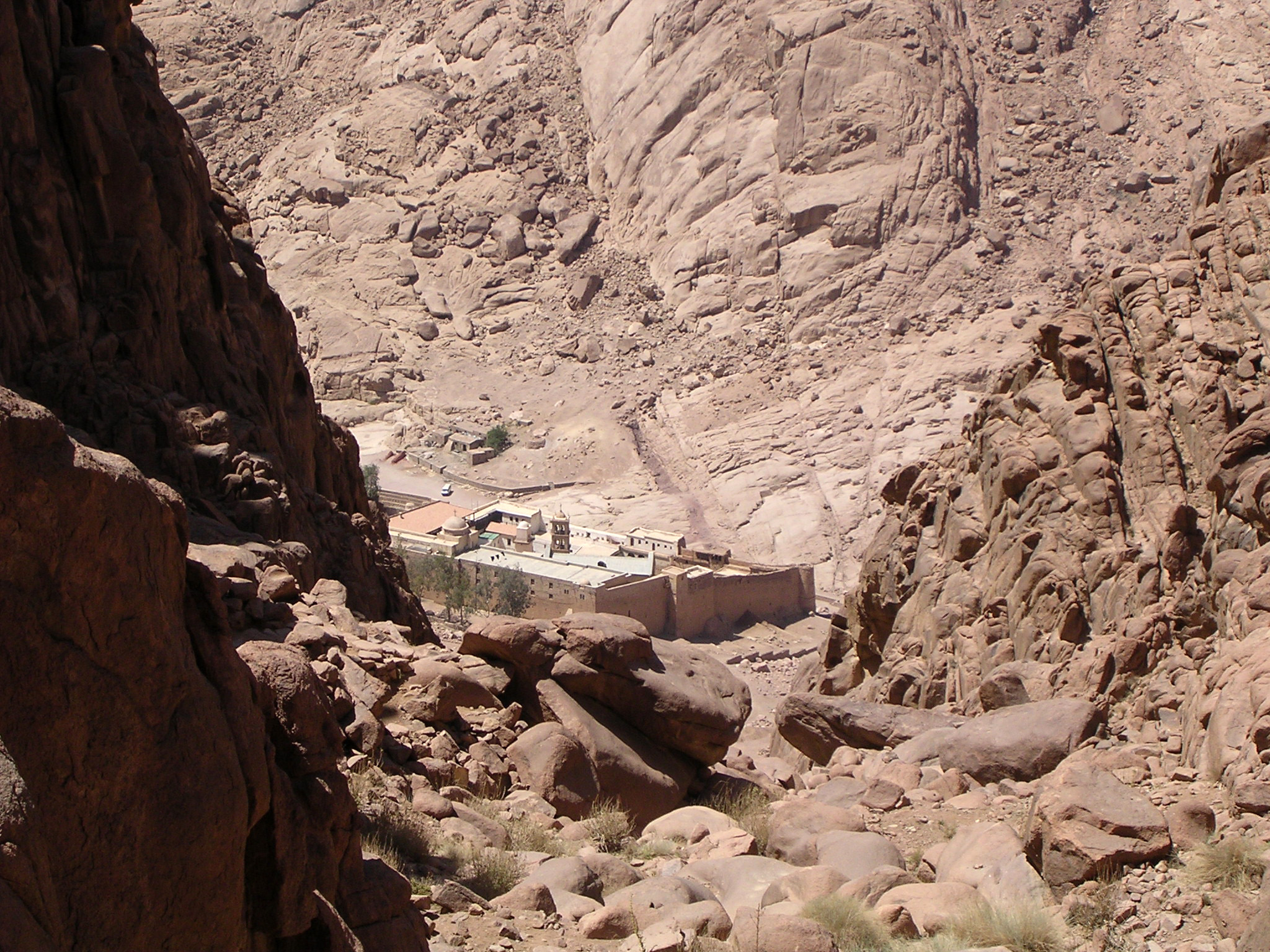
Monastero di Santa Caterina

Il 13 settembre 1862, in un articolo apparso su The Guardian, il celebre falsario Costantino Simonidis affermò di essere il vero autore del "Codex Sinaiticus" e di averlo scritto sul Monte Athos nel 1839; lo definì "l'unico povero lavoro della sua giovinezza". Affermò anche di avere visitato il Sinai nel 1852 e di avere visto qui il suo codice. Simonidis dichiarò di avere realizzato il Codex Sinaiticus su incarico dello Zar di Russia (Nicola I, defunto nel 1855). Egli fu incarcerato per questa sua affermazione e il mondo accademico non gli credette (salvo poche eccezioni). Tuttavia rimangono dubbi sull'autenticità del "Sinaiticus" (per la spinosa questione si veda ad esempio il volume di Mark Jones "Fake? The art of deception", British Museum, 1990).
Per diversi decenni il codice è stato conservato presso la Biblioteca Nazionale Russa di san Pietroburgo. Nel 1933 l'Unione Sovietica vendette il codice alla British Library per 100 000 sterline.
Nel maggio 1975, durante dei lavori di ristrutturazione nel monastero, venne scoperta una camera sotto la cappella di san Giorgio, nella quale erano contenuti molti frammenti pergamenacei tra cui 12 pagine del Codice Sinaitico.
Il codice è attualmente diviso in 4 porzioni ineguali: 347 fogli sono presso la British Library a Londra; 12 fogli e 14 frammenti (a cui bisogna aggiungere un frammento individuato da uno studente greco tra la rilegatura di un manoscritto del XVIII secolo) sono presso il monastero di Santa Caterina; 43 fogli sono nella Biblioteca della Università di Lipsia; frammenti di 3 fogli sono presso la Biblioteca Nazionale Russa di San Pietroburgo.
Un progetto finanziato da enti culturali e dalla Stavros Niarchos Foundation con la collaborazione delle quattro biblioteche sopra indicate ha consentito di digitalizzarlo per intero rendendolo disponibile a tutti sul sito web codexsinaiticus.org gestito dalla British Library.

## Critica testuale
Il manoscritto manca della Pericope dell'adultera (Vangelo secondo Giovanni 8,1-11) e di Matteo 16,2b-3. Originariamente mancava anche dei versetti relativi all'agonia di Gesù al Getsemani (Vangelo secondo Luca 22:43-44), che fu poi successivamente introdotta da una seconda mano.
È considerato la copia più completa dei Vangeli. La più antica versione -ossia una traduzione di un brano del Nuovo Testamento in una lingua diversa da quella dell'originale- risale al III-IV secolo ed è stata scoperta in un  palinsesto siriaco della Biblioteca Apostolica Vaticana.